# Giovanni Marco Rutini
Giovanni (Marco) Placido Rutini (Florence, 25 avril 1723 - 23 décembre 1797) est un claveciniste et compositeur italien du XVIIIe siècle.

## Biographie
En 1739, Giovanni Marco Rutini est admis dans un conservatoire à Naples et y étudie la composition (auprès de Leonardo Leo), le violon et le clavecin.
En 1748, il est professeur de clavecin à Prague, puis il occupe différents postes à Berlin, Dresde, Saint-Pétersbourg où il est maître de clavecin de la future Catherine II.
Il revient à Florence en 1761 et s'y marie. Vers 1770 il est engagé comme Maître de la Chapelle Ducale de Modène mais reste basé à Florence. Il était membre de l'Académie Philharmonique de Bologne  et ami du Padre Martini.
Son œuvre comprend notamment de nombreuses sonates pour le clavecin (marquées par la virtuosité ou, vers la fin de sa carrière, plus faciles et didactiques), des opéras, des cantates, de la musique religieuse.

## Liste des opéras
- Semiramide
- Il negligente
- Il caffè di campagna
- Ezio
- I matrimoni in maschera
- L'olandese in Italia
- L'amore industrioso
- Il contadino incivilito
- Le contese domestiche
- L'amor tra l'armi
- La Nitteti
- L'amor per rigiro
- Vologeso
- Il finto amante
- Sicotencal
- Zulima
- Gli sponsali di Faloppa